# Loubès-Bernac
Loubès-Bernac é uma comuna francesa na região administrativa da Nova Aquitânia, no departamento Lot-et-Garonne. Estende-se por uma área de 18,76 km². Em 2010 a comuna tinha 420 habitantes (densidade: 22,4 hab./km²).